# Bolsa de Valores Nacional (Guatemala)
La Bolsa de Valores Nacional, S.A. (BVN) es la bolsa de valores más importante de Guatemala. Fue establecida a finales del año 1987 y se encarga de proporcionar el lugar, la infraestructura, los servicios y las regulaciones para que los agentes de bolsa realicen operaciones bursátiles de manera efectiva y centralizada en el mercado guatemalteco.
A pesar de contar con la autorización legal, la Bolsa de Valores Nacional no comercializó acciones preferentes durante cinco años, debido al poco interés del sector empresarial. Sin embargo, en agosto de 2011, cuatro empresas locales volvieron a lanzar acciones preferentes por un monto combinado de GTQ39.5 millones.

## Historia
En 1987 entra en vigencia de la Ley del Mercado de Valores y Mercancías mediante el acuerdo 99-87 del Ministerio de Economía de Guatemala. Antes de la existencia de esta ley, la actividad de las tres bolsas de valores existentes en el país estaba regulada únicamente por el Código de Comercio bajo un marco muy general dentro de las actividades mercantiles y bursátiles.
Dicha ley además crea el Registro de Valores y Mercancías, quien se encarga de la vigilancia, control y regulación de las actividades extrabursátiles, coordinar la supervisión e inscripción de las bolsas de valores, así como proporcionar al público en general toda la información generada en los mercados. Sin embargo, se les permitió a las bolsas de valores tener sus propios reglamentos, por lo cual su actividad se volvió prácticamente autoregulable por los dirigentes de las bolsas, con ciertas regulaciones enmarcadas en la ley.